# Chelsea Football Club 2022-2023
Questa pagina raccoglie i dati riguardanti il Chelsea Football Club nelle competizioni ufficiali della stagione 2022-2023.

## Stagione
Questa stagione è la 34ª in Premier League per il Chelsea. Oltre alla partecipazione in Premier League, il Chelsea prenderà parte alla FA Cup, alla EFL Cup ed alla Champions League.

## Maglie e sponsor
|  | Casa |  | Trasferta |  | Terza divisa |

## Rosa
Rosa, numerazione e ruoli sono aggiornati al 1º febbraio 2023.
| N. |                        | Ruolo | Calciatore                |
| -- | ---------------------- | ----- | ------------------------- |
| 1  | Spagna (bandiera)      | P     | Kepa Arrizabalaga         |
| 4  | Francia (bandiera)     | D     | Benoît Badiashile         |
| 5  | Italia (bandiera)      | C     | Jorginho                  |
| 5  | Argentina (bandiera)   | C     | Enzo Fernández            |
| 6  | Brasile (bandiera)     | D     | Thiago Silva              |
| 7  | Francia (bandiera)     | C     | N'Golo Kanté              |
| 8  | Croazia (bandiera)     | C     | Mateo Kovačić             |
| 9  | Gabon (bandiera)       | A     | Pierre-Emerick Aubameyang |
| 10 | Stati Uniti (bandiera) | C     | Christian Pulisic         |
| 11 | Portogallo (bandiera)  | A     | João Félix                |
| 12 | Inghilterra (bandiera) | C     | Ruben Loftus-Cheek        |
| 13 | Inghilterra (bandiera) | P     | Marcus Bettinelli         |
| 14 | Inghilterra (bandiera) | D     | Trevoh Chalobah           |
| 15 | Ucraina (bandiera)     | A     | Mychajlo Mudryk           |
| 16 | Senegal (bandiera)     | P     | Edouard Mendy             |
| 17 | Inghilterra (bandiera) | A     | Raheem Sterling           |
| 18 | Albania (bandiera)     | A     | Armando Broja             |

| N. |                           | Ruolo | Calciatore                   |
| -- | ------------------------- | ----- | ---------------------------- |
| 19 | Inghilterra (bandiera)    | C     | Mason Mount                  |
| 20 | Svizzera (bandiera)       | C     | Denis Zakaria                |
| 21 | Inghilterra (bandiera)    | D     | Ben Chilwell                 |
| 22 | Marocco (bandiera)        | C     | Hakim Ziyech                 |
| 23 | Inghilterra (bandiera)    | C     | Conor Gallagher              |
| 24 | Inghilterra (bandiera)    | D     | Reece James                  |
| 26 | Senegal (bandiera)        | D     | Kalidou Koulibaly            |
| 27 | Costa d'Avorio (bandiera) | A     | Datro Fofana                 |
| 28 | Spagna (bandiera)         | D     | César Azpilicueta (capitano) |
| 29 | Germania (bandiera)       | C     | Kai Havertz                  |
| 30 | Inghilterra (bandiera)    | C     | Carney Chukwuemeka           |
| 31 | Paesi Bassi (bandiera)    | A     | Noni Madueke                 |
| 32 | Spagna (bandiera)         | D     | Marc Cucurella               |
| 33 | Francia (bandiera)        | D     | Wesley Fofana                |
| 36 | Slovenia (bandiera)       | P     | Gabriel Slonina              |
| 42 | Inghilterra (bandiera)    | D     | Bashir Humphreys             |
| 67 | Inghilterra (bandiera)    | D     | Lewis Hall                   |

## Calciomercato

### Sessione estiva
| Acquisti         | Acquisti                  | Acquisti          | Acquisti                    |
| R.               | Nome                      | da                | Modalità                    |
| ---------------- | ------------------------- | ----------------- | --------------------------- |
| D                | Marc Cucurella            | Brighton          | definitivo (65,3 milioni €) |
| A                | Raheem Sterling           | Manchester City   | definitivo (56,2 milioni €) |
| D                | Kalidou Koulibaly         | Napoli            | definitivo (38 milioni €)   |
| C                | Carney Chukwuemeka        | Aston Villa       | definitivo (17,9 milioni €) |
| P                | Gabriel Slonina           | Chicago Fire      | definitivo (9,09 milioni €) |
| C                | Cesare Casadei            | Inter             | definitivo (15 milioni €)   |
| A                | Pierre-Emerick Aubameyang | Barcellona        | definitivo (12 milioni €)   |
| D                | Wesley Fofana             | Leicester City    | definitivo (80 milioni €)   |
| C                | Denis Zakaria             | Juventus          | prestito                    |
| Altre operazioni |                           |                   |                             |
| R.               | Nome                      | da                | Modalità                    |
| C                | Conor Gallagher           | Crystal Palace    | fine prestito               |
| D                | Emerson                   | Olympique Lione   | fine prestito               |
| A                | Armando Broja             | Southampton       | fine prestito               |
| D                | Ethan Ampadu              | Venezia           | fine prestito               |
| A                | Michy Batshuayi           | Beşiktaş          | fine prestito               |
| C                | Tino Anjorin              | Huddersfield Town | fine prestito               |
| D                | Matt Miazga               | Alavés            | fine prestito               |
| D                | Baba Rahman               | Reading           | fine prestito               |
| C                | Billy Gilmour             | Norwich City      | fine prestito               |

| Cessioni         | Cessioni            | Cessioni          | Cessioni                                        |
| R.               | Nome                | a                 | Modalità                                        |
| ---------------- | ------------------- | ----------------- | ----------------------------------------------- |
| A                | Romelu Lukaku       | Inter             | prestito (8 milioni € più 4 milioni € di bonus) |
| D                | Antonio Rüdiger     | Real Madrid       | svincolato                                      |
| D                | Andreas Christensen | Barcellona        | svincolato                                      |
| D                | Jake Clarke-Salter  | QPR               | svincolato                                      |
| D                | Danny Drinkwater    |                   | svincolato                                      |
| C                | Charly Musonda Jr.  | Levante           | svincolato                                      |
| D                | Matt Miazga         | FC Cincinnati     | gratuito                                        |
| Altre operazioni |                     |                   |                                                 |
| R.               | Nome                | a                 | Modalità                                        |
| P                | Gabriel Slonina     | Chicago Fire      | prestito                                        |
| C                | Tino Anjorin        | Huddersfield Town | prestito                                        |
| C                | Saúl Ñíguez         | Atlético Madrid   | fine prestito                                   |

### Sessione invernale
| Acquisti         | Acquisti           | Acquisti        | Acquisti                    |
| R.               | Nome               | da              | Modalità                    |
| ---------------- | ------------------ | --------------- | --------------------------- |
| C                | Enzo Fernández     | Benfica         | definitivo (121 milioni €)  |
| A                | Mychajlo Mudryk    | Šachtar         | definitivo (70 milioni €)   |
| D                | Benoît Badiashile  | Monaco          | definitivo (38 milioni €)   |
| A                | Noni Madueke       | PSV             | definitivo (35 milioni €)   |
| D                | Malo Gusto         | Olympique Lione | definitivo (30 milioni €)   |
| C                | Andrey Santos      | Vasco da Gama   | definitivo (12,5 milioni €) |
| A                | David Datro Fofana | Molde           | definitivo (12 milioni €)   |
| A                | João Félix         | Atlético Madrid | prestito (11 milioni €)     |
| Altre operazioni |                    |                 |                             |
| R.               | Nome               | a               | Modalità                    |
| P                | Gabriel Slonina    | Chicago Fire    | fine prestito               |

| Cessioni         | Cessioni         | Cessioni        | Cessioni                    |
| R.               | Nome             | a               | Modalità                    |
| ---------------- | ---------------- | --------------- | --------------------------- |
| C                | Jorginho         | Arsenal         | definitivo (11,3 milioni €) |
| Altre operazioni |                  |                 |                             |
| R.               | Nome             | a               | Modalità                    |
| D                | Malo Gusto       | Olympique Lione | prestito                    |
| D                | Bashir Humphreys | Paderborn       | prestito                    |
| C                | Andrey Santos    | Vasco da Gama   | prestito                    |

## Risultati

### Premier League

#### Girone di andata
| Arbitro: | Pawson |

|  |           |                       |
|  | Marcatori | 45+9’ (rig.) Jorginho |

| Arbitro: | Taylor |

|                         |           |                         |
| Koulibaly 19’ James 77’ | Marcatori | 68’ Højbjerg 90+6’ Kane |

| Arbitro: | Attwell |

|                                       |           |  |
| Aaronson 33’ Rodrigo 37’ Harrison 69’ | Marcatori |  |

| Arbitro: | Tierney |

|                   |           |            |
| Sterling 47’, 63’ | Marcatori | 66’ Barnes |

| Arbitro: | Oliver |

|                           |           |              |
| Lavia 28’ Armstrong 45+1’ | Marcatori | 23’ Sterling |

| Arbitro: | Madley |

|                          |           |             |
| Chilwell 76’ Havertz 88’ | Marcatori | 62’ Antonio |

| Arbitro: | Coote |

|                          |           |               |
| Willian 25’ Vinícius 73’ | Marcatori | 47’ Koulibaly |

| Londra 4 aprile 2023, ore 20:00 WET 8ª giornata | Chelsea | 0 – 0 referto | Liverpool | Stamford Bridge (40 093 spett.)\| Arbitro: \| Taylor \| |
| Arbitro:                                        | Taylor  |               |           |                                                         |

| Arbitro: | Kavanagh |

|            |           |                              |
| Édouard 7’ | Marcatori | 38’ Aubameyang 90’ Gallagher |

| Arbitro: | Hooper |

|                                     |           |  |
| Havertz 45+3’ Pulisic 54’ Broja 89’ | Marcatori |  |

| Arbitro: | Jones |

|  |           |               |
|  | Marcatori | 6’, 65’ Mount |

| Londra 19 ottobre 2022, ore 19:30 WEST 12ª giornata | Brentford | 0 – 0 referto | Chelsea | Gtech Community Stadium (17 118 spett.)\| Arbitro: \| Gillett \| |
| Arbitro:                                            | Gillett   |               |         |                                                                  |

| Arbitro: | Attwell |

|                     |           |                |
| Jorginho 87’ (rig.) | Marcatori | 90+4’ Casemiro |

| Arbitro: | Madley |

|                                                                    |           |             |
| Trossard 5’ Loftus-Cheek 14’ (aut.) Chalobah 42’ (aut.) Groß 90+2’ | Marcatori | 48’ Havertz |

| Arbitro: | Oliver |

|  |           |             |
|  | Marcatori | 63’ Gabriel |

| Arbitro: | Jones |

|             |           |  |
| Willock 67’ | Marcatori |  |

| Arbitro: | Hooper |

|                       |           |  |
| Havertz 16’ Mount 24’ | Marcatori |  |

| Arbitro: | Bankes |

|            |           |              |
| Aurier 63’ | Marcatori | 16’ Sterling |

| Arbitro: | Tierney |

|  |           |            |
|  | Marcatori | 63’ Mahrez |

#### Girone di ritorno
| Arbitro: | Bankes |

|             |           |  |
| Havertz 64’ | Marcatori |  |

| Liverpool 21 gennaio 2023, ore 12:30 WET 21ª giornata | Liverpool | 0 – 0 referto | Chelsea | Anfield (53 126 spett.)\| Arbitro: \| Oliver \| |
| Arbitro:                                              | Oliver    |               |         |                                                 |

| Londra 3 febbraio 2023, ore 20:00 WET 22ª giornata | Chelsea | 0 – 0 referto | Fulham | Stamford Bridge (40 041 spett.)\| Arbitro: \| Attwell \| |
| Arbitro:                                           | Attwell |               |        |                                                          |

| Arbitro: | Pawson |

|             |           |           |
| Emerson 28’ | Marcatori | 16’ Félix |

| Arbitro: | Coote |

|  |           |                   |
|  | Marcatori | 45+1’ Ward-Prowse |

| Arbitro: | Attwell |

|                    |           |  |
| Skipp 46’ Kane 82’ | Marcatori |  |

| Arbitro: | Oliver |

|            |           |  |
| Fofana 53’ | Marcatori |  |

| Arbitro: | Marriner |

|          |           |                                        |
| Daka 39’ | Marcatori | 11’ Chilwell 45+6’ Havertz 78’ Kovačić |

| Arbitro: | England |

|                              |           |                        |
| Félix 52’ Havertz 76’ (rig.) | Marcatori | 69’ Doucouré 89’ Simms |

| Arbitro: | Madley |

|  |           |                        |
|  | Marcatori | 18’ Watkins 56’ McGinn |

| Arbitro: | Bankes |

|           |           |  |
| Nunes 31’ | Marcatori |  |

| Arbitro: | Jones |

|               |           |                        |
| Gallagher 13’ | Marcatori | 42’ Welbeck 69’ Enciso |

| Arbitro: | Attwell |

|                                                             |           |           |
| Casemiro 6’ Martial 45+6’ Fernandes 73’ (rig.) Rashford 78’ | Marcatori | 89’ Félix |

| Arbitro: | Madley |

|  |           |                                   |
|  | Marcatori | 37’ (aut.) Azpilicueta 78’ Mbeumo |

| Arbitro: | Jones |

|                             |           |             |
| Ødegaard 18’, 31’ Jesus 34’ | Marcatori | 65’ Madueke |

| Arbitro: | Brooks |

|          |           |                                       |
| Viña 21’ | Marcatori | 9’ Gallagher 82’ Badiashile 86’ Félix |

| Arbitro: | Tierney |

|                   |           |                  |
| Sterling 51’, 58’ | Marcatori | 13’, 62’ Awoniyi |

| Arbitro: | Oliver |

|             |           |  |
| Álvarez 12’ | Marcatori |  |

| Arbitro: | Gillett |

|                     |           |           |
| Trippier 27’ (aut.) | Marcatori | 9’ Gordon |

### FA Cup
| Arbitro: | Jones |

|                                                     |           |  |
| Mahrez 23’, 85’ (rig.) Álvarez 30’ (rig.) Foden 38’ | Marcatori |  |

### EFL Cup
| Arbitro: | Hooper |

|                        |           |  |
| Mahrez 53’ Álvarez 58’ | Marcatori |  |

### UEFA Champions League

#### Fase a gironi
| Arbitro: | Kovács |

|           |           |  |
| Oršić 13’ | Marcatori |  |

| Arbitro: | Kružliak |

|              |           |            |
| Sterling 48’ | Marcatori | 75’ Okafor |

| Arbitro: | Makkelie |

|                                     |           |  |
| Fofana 24’ Aubameyang 56’ James 61’ | Marcatori |  |

| Arbitro: | Siebert |

|  |           |                                    |
|  | Marcatori | 21’ (rig.) Jorginho 34’ Aubameyang |

| Arbitro: | Schärer |

|           |           |                         |
| Adamu 49’ | Marcatori | 23’ Kovačić 64’ Havertz |

| Arbitro: | Letexier |

|                          |           |             |
| Sterling 18’ Zakaria 30’ | Marcatori | 7’ Petković |

#### Fase a eliminazione diretta
| Arbitro: | Gil Manzano |

|             |           |  |
| Adeyemi 63’ | Marcatori |  |

| Arbitro: | Makkelie |

|                                 |           |  |
| Sterling 43’ Havertz 53’ (rig.) | Marcatori |  |

| Arbitro: | Letexier |

|                         |           |  |
| Benzema 21’ Asensio 74’ | Marcatori |  |

| Arbitro: | Orsato |

|  |           |                  |
|  | Marcatori | 58’, 80’ Rodrygo |

## Statistiche

### Statistiche di squadra
Statistiche aggiornate al 29 maggio 2023.
| Competizione     | Punti | In casa | In casa | In casa | In casa | In casa | In casa | In trasferta | In trasferta | In trasferta | In trasferta | In trasferta | In trasferta | Totale | Totale | Totale | Totale | Totale | Totale | DR  |
| Competizione     | Punti | G       | V       | N       | P       | Gf      | Gs      | G            | V            | N            | P            | Gf           | Gs           | G      | V      | N      | P      | Gf     | Gs     | DR  |
| ---------------- | ----- | ------- | ------- | ------- | ------- | ------- | ------- | ------------ | ------------ | ------------ | ------------ | ------------ | ------------ | ------ | ------ | ------ | ------ | ------ | ------ | --- |
| Premier League   | 44    | 19      | 6       | 7       | 6       | 20      | 19      | 19           | 5            | 4            | 10           | 18           | 28           | 38     | 11     | 11     | 16     | 38     | 47     | -6  |
| FA Cup           | -     | 0       | 0       | 0       | 0       | 0       | 0       | 1            | 0            | 0            | 1            | 0            | 4            | 1      | 0      | 0      | 1      | 0      | 4      | -4  |
| League Cup       | -     | 0       | 0       | 0       | 0       | 0       | 0       | 1            | 0            | 0            | 1            | 0            | 2            | 1      | 0      | 0      | 1      | 0      | 2      | -2  |
| Champions League | 13    | 5       | 3       | 1       | 1       | 8       | 2       | 5            | 2            | 0            | 3            | 4            | 5            | 10     | 5      | 1      | 4      | 12     | 9      | +3  |
| Totale           | -     | 24      | 9       | 8       | 7       | 28      | 21      | 26           | 7            | 4            | 15           | 22           | 39           | 50     | 16     | 12     | 22     | 50     | 62     | -12 |

### Andamento in campionato
| Giornata  | 1 | 2 | 3  | 4 | 5  | 6 | 7  | 8  | 9 | 10 | 11 | 12 | 13 | 14 | 15 | 16 | 17 | 18 | 19 | 20 | 21 | 22 | 23 | 24 | 25 | 26 | 27 | 28 | 29 | 30 | 31 | 32 | 33 | 34 | 35 | 36 | 37 | 38 |
| --------- | - | - | -- | - | -- | - | -- | -- | - | -- | -- | -- | -- | -- | -- | -- | -- | -- | -- | -- | -- | -- | -- | -- | -- | -- | -- | -- | -- | -- | -- | -- | -- | -- | -- | -- | -- | -- |
| Luogo     | T | C | T  | C | T  | C | C  | T  | C | T  | T  | C  | T  | C  | T  | C  | T  | C  | T  | C  | T  | C  | T  | C  | T  | C  | T  | C  | C  | T  | C  | T  | C  | T  | T  | C  | T  | C  |
| Risultato | V | N | P  | V | P  | V | P  | N  | V | V  | V  | N  | N  | P  | P  | P  | V  | N  | P  | V  | N  | N  | N  | P  | P  | V  | V  | N  | P  | P  | P  | P  | P  | P  | V  | N  | P  | N  |
| Posizione | 8 | 7 | 12 | 6 | 10 | 6 | 10 | 11 | 4 | 4  | 4  | 5  | 6  | 7  | 8  | 8  | 8  | 10 | 10 | 10 | 10 | 9  | 10 | 10 | 11 | 10 | 10 | 10 | 11 | 11 | 11 | 12 | 11 | 12 | 11 | 11 | 12 | 12 |

Legenda:

Luogo: C = Casa; T = Trasferta. Risultato: V = Vittoria; N = Pareggio; P = Sconfitta.

### Statistiche dei giocatori
Sono in corsivo i calciatori che hanno lasciato la società a stagione in corso.
| Giocatore       | Premier League | Premier League | Premier League | Premier League | FA Cup   | FA Cup | FA Cup      | FA Cup     | League Cup | League Cup | League Cup  | League Cup | Champions League | Champions League | Champions League | Champions League | Totale   | Totale | Totale      | Totale     |
| Giocatore       | Presenze       | Reti           | Ammonizioni    | Espulsioni     | Presenze | Reti   | Ammonizioni | Espulsioni | Presenze   | Reti       | Ammonizioni | Espulsioni | Presenze         | Reti             | Ammonizioni      | Espulsioni       | Presenze | Reti   | Ammonizioni | Espulsioni |
| --------------- | -------------- | -------------- | -------------- | -------------- | -------- | ------ | ----------- | ---------- | ---------- | ---------- | ----------- | ---------- | ---------------- | ---------------- | ---------------- | ---------------- | -------- | ------ | ----------- | ---------- |
| K. Arrizabalaga | 29             | -36            | 1              | 0              | 1        | -4     | 0           | 0          | 0          | 0          | 0           | 0          | 9                | -8               | 0                | 0                | 39       | -48    | 1           | 0          |
| P. Aubameyang   | 15             | 1              | 1              | 0              | 0        | 0      | 0           | 0          | 0          | 0          | 0           | 0          | 6                | 2                | 0                | 0                | 21       | 3      | 1           | 0          |
| C. Azpilicueta  | 25             | 0              | 0              | 0              | 1        | 0      | 0           | 0          | 1          | 0          | 1           | 0          | 5                | 0                | 0                | 0                | 32       | 0      | 1           | 0          |
| B. Badiashile   | 11             | 0              | 1              | 0              | 0        | 0      | 0           | 0          | 0          | 0          | 0           | 0          | 0                | 0                | 0                | 0                | 11       | 0      | 1           | 0          |
| M. Bettinelli   | 0              | 0              | 0              | 0              | 0        | 0      | 0           | 0          | 0          | 0          | 0           | 0          | 0                | 0                | 0                | 0                | 0        | 0      | 0           | 0          |
| A. Broja        | 12             | 1              | 0              | 0              | 0        | 0      | 0           | 0          | 1          | 0          | 0           | 0          | 1                | 0                | 0                | 0                | 14       | 1      | 0           | 0          |
| T. Chalobah     | 24             | 0              | 4              | 0              | 1        | 0      | 0           | 0          | 1          | 0          | 1           | 0          | 6                | 0                | 0                | 0                | 32       | 0      | 5           | 0          |
| B. Chilwell     | 23             | 2              | 3              | 0              | 0        | 0      | 0           | 0          | 0          | 0          | 0           | 0          | 7                | 0                | 1                | 1                | 30       | 2      | 4           | 1          |
| C. Chukwuemeka  | 15             | 0              | 0              | 0              | 1        | 0      | 0           | 0          | 0          | 0          | 0           | 0          | 0                | 0                | 0                | 0                | 16       | 0      | 0           | 0          |
| E. Fernández    | 18             | 0              | 3              | 0              | 0        | 0      | 0           | 0          | 1          | 0          | 0           | 0          | 4                | 0                | 0                | 0                | 23       | 0      | 3           | 0          |
| João Félix      | 17             | 4              | 1              | 1              | 0        | 0      | 0           | 0          | 0          | 0          | 0           | 0          | 4                | 0                | 0                | 0                | 21       | 4      | 1           | 1          |
| W. Fofana       | 17             | 1              | 4              | 0              | 0        | 0      | 0           | 0          | 0          | 0          | 0           | 0          | 5                | 1                | 1                | 0                | 22       | 2      | 5           | 0          |
| D. Fofana       | 4              | 0              | 0              | 0              | 1        | 0      | 0           | 0          | 0          | 0          | 0           | 0          | 0                | 0                | 0                | 0                | 5        | 0      | 0           | 0          |
| M. Cucurella    | 24             | 0              | 4              | 0              | 1        | 0      | 0           | 0          | 0          | 0          | 0           | 0          | 8                | 0                | 2                | 0                | 33       | 0      | 6           | 0          |
| C. Gallagher    | 35             | 3              | 10             | 1              | 1        | 0      | 1           | 0          | 1          | 0          | 0           | 0          | 8                | 0                | 2                | 0                | 45       | 3      | 13          | 1          |
| L. Hall         | 9              | 0              | 1              | 0              | 1        | 0      | 1           | 0          | 1          | 0          | 0           | 0          | 0                | 0                | 0                | 0                | 11       | 0      | 2           | 0          |
| K. Havertz      | 35             | 7              | 4              | 0              | 1        | 0      | 0           | 0          | 1          | 0          | 0           | 0          | 10               | 2                | 0                | 0                | 47       | 9      | 4           | 0          |
| C. Hudson-Odoi  | 0              | 0              | 0              | 0              | 0        | 0      | 0           | 0          | 0          | 0          | 0           | 0          | 0                | 0                | 0                | 0                | 0        | 0      | 0           | 0          |
| B. Humphreys    | 0              | 0              | 0              | 0              | 1        | 0      | 0           | 0          | 0          | 0          | 0           | 0          | 0                | 0                | 0                | 0                | 1        | 0      | 0           | 0          |
| R. James        | 16             | 1              | 4              | 0              | 0        | 0      | 0           | 0          | 0          | 0          | 0           | 0          | 8                | 1                | 3                | 0                | 24       | 2      | 7           | 0          |
| Jorginho        | 18             | 2              | 4              | 0              | 1        | 0      | 0           | 0          | 0          | 0          | 0           | 0          | 6                | 1                | 0                | 0                | 25       | 3      | 4           | 0          |
| N. Kanté        | 7              | 0              | 1              | 0              | 0        | 0      | 0           | 0          | 0          | 0          | 0           | 0          | 2                | 0                | 0                | 0                | 9        | 0      | 1           | 0          |
| M. Kovačić      | 27             | 1              | 8              | 0              | 1        | 0      | 0           | 0          | 1          | 0          | 0           | 0          | 8                | 1                | 2                | 0                | 37       | 2      | 10          | 0          |
| K. Koulibaly    | 22             | 2              | 5              | 1              | 1        | 0      | 0           | 0          | 1          | 0          | 1           | 0          | 7                | 0                | 2                | 0                | 31       | 2      | 8           | 1          |
| R. Loftus-Cheek | 25             | 0              | 1              | 0              | 0        | 0      | 0           | 0          | 1          | 0          | 0           | 0          | 7                | 0                | 0                | 0                | 33       | 0      | 1           | 0          |
| N. Madueke      | 12             | 1              | 0              | 0              | 0        | 0      | 0           | 0          | 0          | 0          | 0           | 0          | 0                | 0                | 0                | 0                | 12       | 1      | 0           | 0          |
| E. Mendy        | 9              | -12            | 1              | 0              | 0        | 0      | 0           | 0          | 1          | -2         | 0           | 0          | 1                | -1               | 0                | 0                | 11       | -15    | 1           | 0          |
| M. Mount        | 24             | 3              | 4              | 0              | 1        | 0      | 0           | 0          | 1          | 0          | 0           | 0          | 9                | 0                | 3                | 0                | 35       | 3      | 7           | 0          |
| M. Mudryk       | 15             | 0              | 0              | 0              | 0        | 0      | 0           | 0          | 0          | 0          | 0           | 0          | 2                | 0                | 1                | 0                | 17       | 0      | 1           | 0          |
| E. Palmieri     | 0              | 0              | 0              | 0              | 0        | 0      | 0           | 0          | 0          | 0          | 0           | 0          | 0                | 0                | 0                | 0                | 0        | 0      | 0           | 0          |
| C. Pulisic      | 24             | 1              | 1              | 0              | 0        | 0      | 0           | 0          | 1          | 0          | 0           | 0          | 5                | 0                | 0                | 0                | 30       | 1      | 1           | 0          |
| T. Silva        | 25             | 0              | 1              | 0              | 0        | 0      | 0           | 0          | 0          | 0          | 0           | 0          | 8                | 0                | 2                | 0                | 33       | 0      | 3           | 0          |
| R. Sterling     | 26             | 6              | 4              | 0              | 0        | 0      | 0           | 0          | 1          | 0          | 0           | 0          | 9                | 3                | 1                | 0                | 36       | 9      | 5           | 0          |
| T. Werner       | 0              | 0              | 0              | 0              | 0        | 0      | 0           | 0          | 0          | 0          | 0           | 0          | 0                | 0                | 0                | 0                | 0        | 0      | 0           | 0          |
| D. Zakaria      | 7              | 0              | 0              | 0              | 1        | 0      | 0           | 0          | 1          | 0          | 0           | 0          | 2                | 1                | 0                | 0                | 11       | 1      | 0           | 0          |
| H. Ziyech       | 19             | 0              | 1              | 0              | 1        | 0      | 0           | 0          | 1          | 0          | 0           | 0          | 4                | 0                | 1                | 0                | 25       | 0      | 2           | 0          |